# Unterhaardt
Die Unterhaardt ist ein geographischer Fachbegriff und eine Landschaftsbezeichnung in der Vorderpfalz, nördlich der Mittel- und der Oberhaardt.

## Naturraum
Als Unterhaardt bezeichnet man die Vorhügelzone des Pfälzerwaldes zwischen dem Isenachtal bei Bad Dürkheim und dem Nordende des Haardtrandes am Übergang zum Rheinhessischen Tafel- und Hügelland bei Grünstadt. Nach der Definition der Naturschutzbehörden Rheinland-Pfalz gehört die Unterhaardt zur Großlandschaft „Nördliches Oberrhein-Tiefland“ und wird als Untergliederungseinheit 220.0 Unterhaardt geführt.

## Medien
Der Name Unterhaardt findet sich auch in den Medien. Die Unterhaardter Rundschau ist der Lokal-/Regionalteil der Zeitung Die Rheinpfalz, welche Grünstadt sowie die Verbandsgemeinden Leiningerland und Eisenberg umfasst.

## Weinbau
Ursprünglich war das Weinbaugebiet Pfalz in Ober-, Mittel- und Unterhaardt geteilt. Der Bereich Unterhaardt bestand aus dem im damaligen Landkreis Frankenthal gelegenen Teil des Weinbaugebiets sowie den pfälzischen Teil des Zellertals. Seit der rheinland-pfälzischen Gebietsreform 1969 sind die Bereiche Mittel- und Unterhaardt als Mittelhaardt-Deutsche Weinstraße vereinigt.

## Rezeption
Die Gemeinden an der Unterhaardt bzw. deren Weingüter, sowie andere Teile der Pfalz vermarkten sich oft als „Toskana Deutschlands“ beziehungsweise „Deutschlands Toskana“. Der in Grünstadt lebende Geograph Christophe Neff bemerkte in seinem Blog, dass bestimmte Landschaftselemente wie die Lavendelfelder rund um Grünstadt stärker an die Provence im mediterranen Südfrankreich erinnern als an die Toskana.